# Staustufe Petershagen
Die Staustufe Petershagen ist eine Stauanlage mit Laufwasserkraftwerk an der Mittelweser bei Stromkilometer 214 der Weser. Der Name der Staustufe wird von der nahebei liegenden ostwestfälischen Stadt Petershagen in Nordrhein-Westfalen abgeleitet.

## Lage
Die Staustufe Petershagen liegt an einer Schleife der Weser und wird aus dem Wehr Petershagen mit dem Laufwasserkraftwerk, dem Schifffahrtskanal mit der Schleuse Petershagen, sowie den Wehrnebenbauten gebildet. Für kleine Sportboote ist eine Bootsgasse eingerichtet. Über das Wehr führt eine Fußgängerbrücke vom rechten zum linken Weserufer, die aber nur zeiteingeschränkt benutzt werden kann, sie ist üblicherweise von Dezember bis Februar gesperrt. Die Staustufe ist eine von sechs Staustufen, die eine Kette bilden und den Wasserablauf der Mittelweser regulieren und eine Tauchtiefe von 2,50 gewährleisten, sodass die Mittelweser von Minden bis Bremen ganzjährig per Binnenschiff befahren werden kann.

## Geschichte
Um eine vollflächige Wasserstraße zwischen Minden und Bremen an der Mittelweser und somit den Zugang für die Binnenschifffahrt von der Nordsee zum Mittellandkanal am Wasserstraßenkreuz Minden zu erreichen, wurde 1934 durch die Reichswasserstraßenverwaltung mit dem Bau einer Staustufenregelung des Mittelweserabschnitts begonnen. Durch Kriegseinwirkung wurde diese 1941 unterbrochen und dann nach dem Zweiten Weltkrieg wieder aufgenommen. Der Bau der neben den Staustufe entstehenden Laufwasserkraftwerke wurden durch die Preußische Elektrizität AG (PRESAG) betrieben.
Der Bau der Staustufe Petershagen war bis 1941 von den an der Mittelweser geplanten Staustufen am weitesten fortgeschritten, weil mit dieser Staustufe die nötigen Tauchtiefen auf der Weser für die Lieferung der Kohle zum Kraftwerk Lahde aus dem Ruhrgebiet per Schiff über den Mittellandkanal und der Weser ermöglicht wurden. Die 11 Kilometer Weserstrecke vom Wasserstraßenkreuz Minden bis zum Kraftwerk Lahde wurde durch den Aufstau der Staustufe Petershagen mit einer Tauchtiefe von damals 2 Metern ermöglicht. Daher wurde das Bauprojekt nach dem Krieg auch mit höchster Priorität umgesetzt. Die Staustufe wurde am 17. Oktober 1953 eröffnet., das Kraftwerk am 7. Mai 1951.
Im Frühjahr 2021 werden die ersten Wehrverschlüsse nach 50 Jahren Dienst ausgebaut, überholt und wieder eingesetzt. Betreut werden diese Arbeiten durch das Wasserstraßenschifffahrtsamt und Fachfirmen.

## Technik
Das Wehr Petershagen besteht aus drei Wehrfeldern mit beweglichen Elementen. In jedem der zwischen den Wehrfeldern stehenden Türme sind Motorelemente untergebracht, die das Wehr steuern. Die Wehrfelder sind 30, 30 und 40 Meter breit. Das Wehrfeld besteht aus einem 5,5 Meter hohen Dreigurtschütz mit aufgesetzter Fischbauchklappe. Diese kann bei anstürmenden Hochwasser geöffnet werden und so der Durchlaufwiderstand verringert werden.
Das Wasserkraftwerk wurde vom Preußischen Staat gebaut, und von der Firma PreußenElektra betrieben, die im Jahr 2000 in der E.ON Wasserkraft GmbH aufging. Durch einen Beteiligungstausch mit dem norwegischen Energiekonzern Statkraft ist dieser seit dem 1. Januar 2009 Besitzer und Betreiber des Kraftwerks. Das Kraftwerk in Petershagen wird operativ aus dem Kraftwerk in Dörverden an der Staustufe Dörverden betrieben, von wo aus werden alle anderen Laufwasserkraftwerke in der Mittelweser operativ betrieben, während die Überwachung der Kraftwerke von einem zentralen Kontrollraum im Pumpspeicherwerk Erzhausen erfolgt.
Das Kraftwerk mit seinen drei Kaplan-Turbinen, deren Spiralgehäuse in Heberbauweise ausgeführt sind, hat eine installierte Leistung von 3,3 MW und produziert pro Jahr 18 GWh, was einer durchschnittlichen Leistung von 2 MW entspricht.

## Galerie

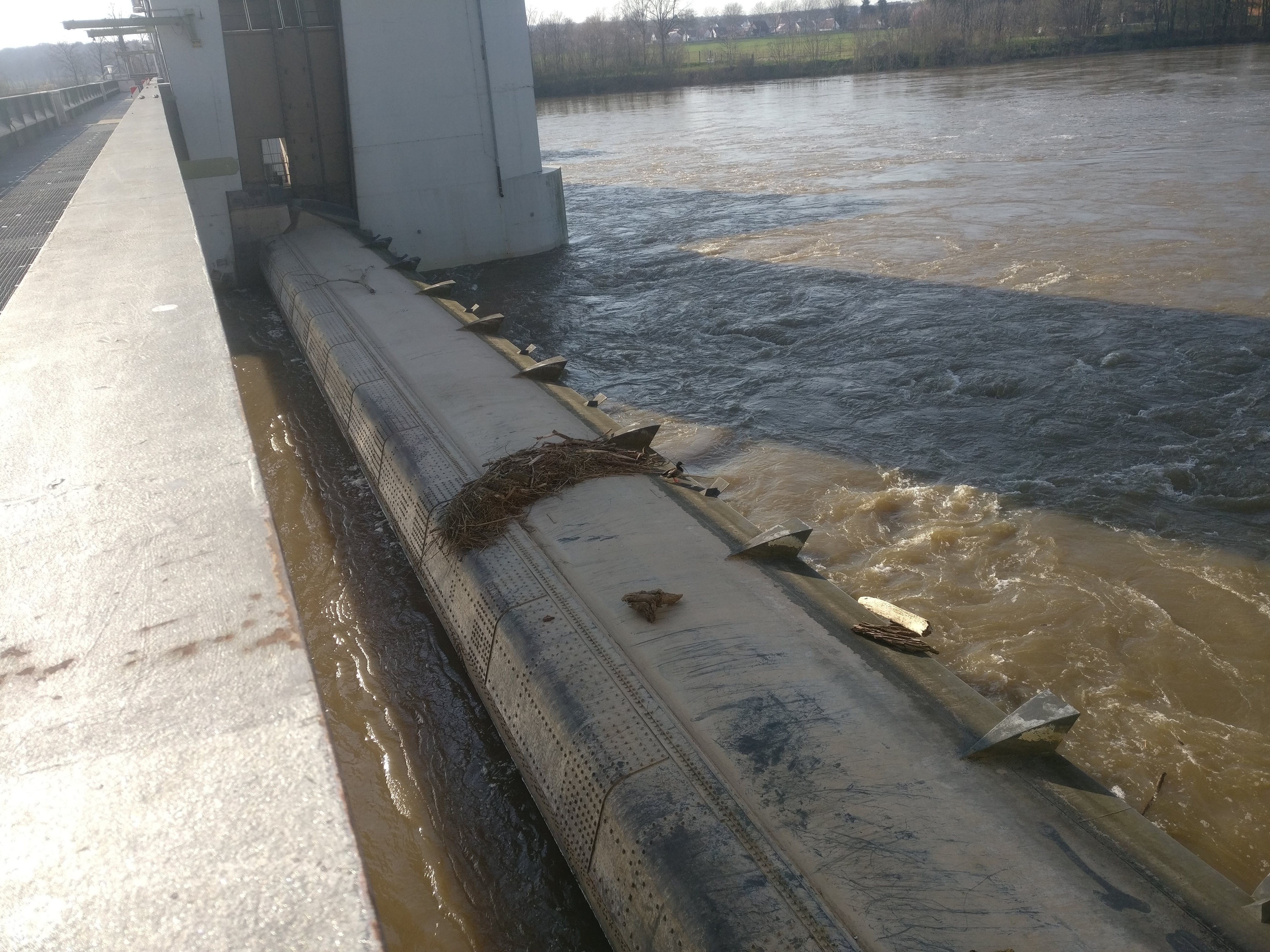
Geöffnete Wehrstufe um Hochwasser abfließen zu lassen
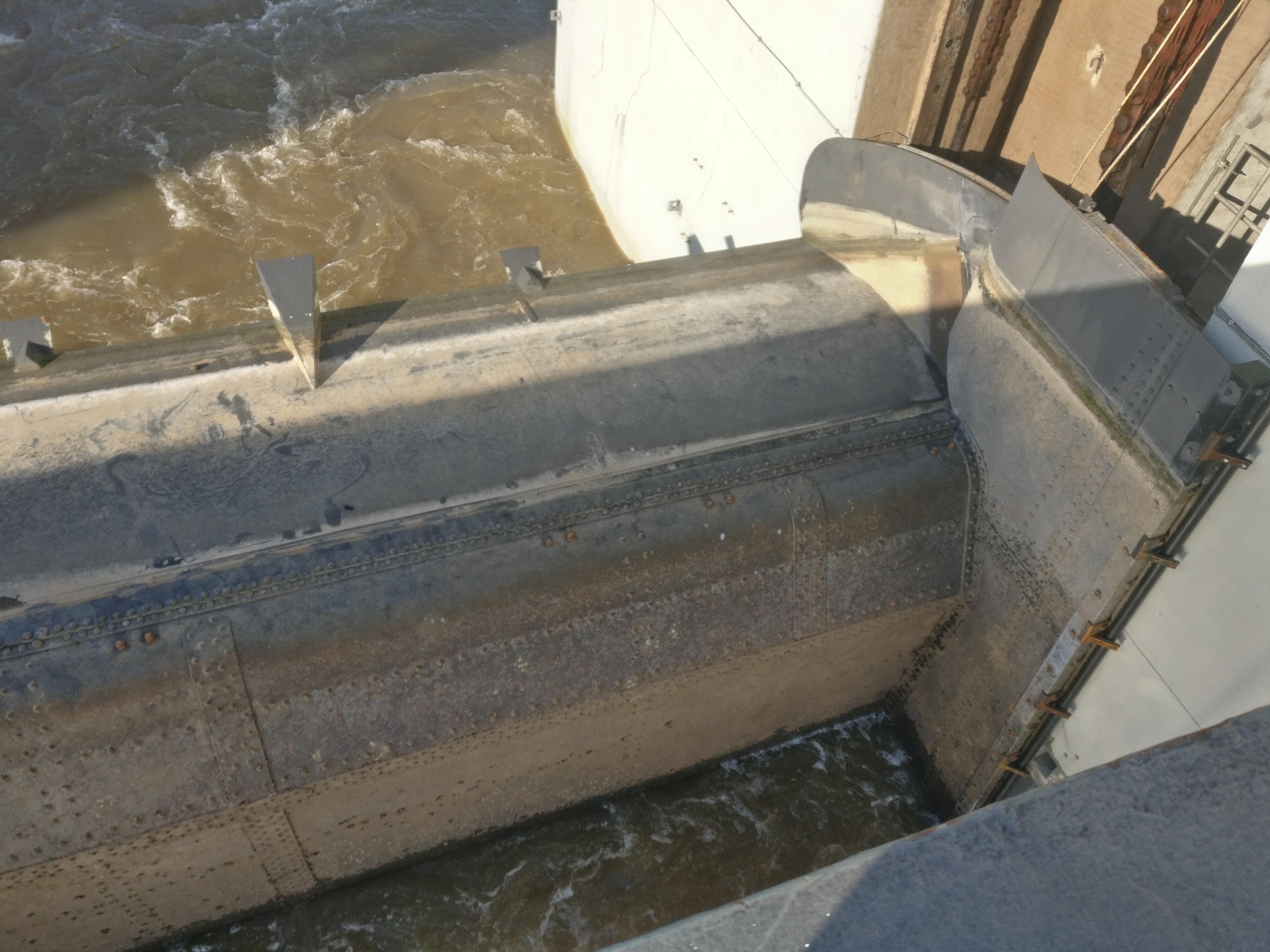
Fischbauchklappe der Wehrstufe. An der Färbung ist die übliche Neigung der Fischklappe erkennbar, die aufgrund des Hochwassers gesenkt wurde.
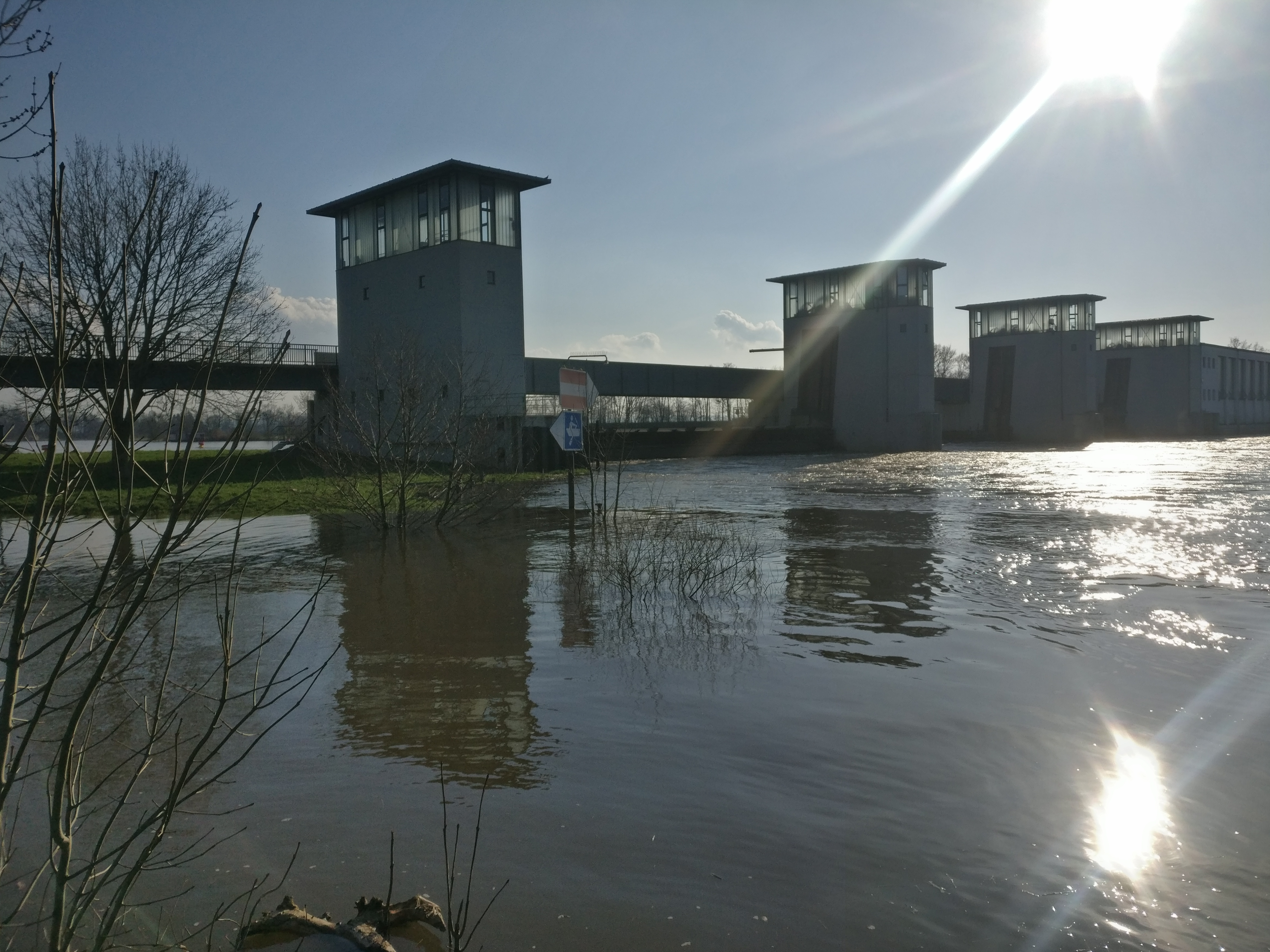
Das Wehr von der Unterseite